# Microscapha africana
Microscapha africana es una especie de coleóptero de la familia Tetratomidae.

## Distribución geográfica
Habita en República del Congo.